# Nogaredo
Nogaredo is een gemeente in de Italiaanse provincie Trente (regio Trentino-Zuid-Tirol) en telt 1747 inwoners (31-12-2004). De oppervlakte bedraagt 3,6 km², de bevolkingsdichtheid is 485 inwoners per km².

## Demografie
Nogaredo telt ongeveer 687 huishoudens. Het aantal inwoners steeg in de periode 1991-2001 met 5,1% volgens cijfers uit de tienjaarlijkse volkstellingen van ISTAT.
| Jaar | Inwoneraantal |
| ---- | ------------- |
| 1991 | 1582          |
| 2001 | 1663          |

## Geografie
Nogaredo grenst aan de volgende gemeenten: Villa Lagarina, Isera, Rovereto.